# Karl Alfred Lanz
 Karl Alfred Lanz  (* 25. Oktober 1847 in La Chaux-de-Fonds; † 1. Mai 1907 in Bern) war ein Schweizer Maler und Bildhauer.

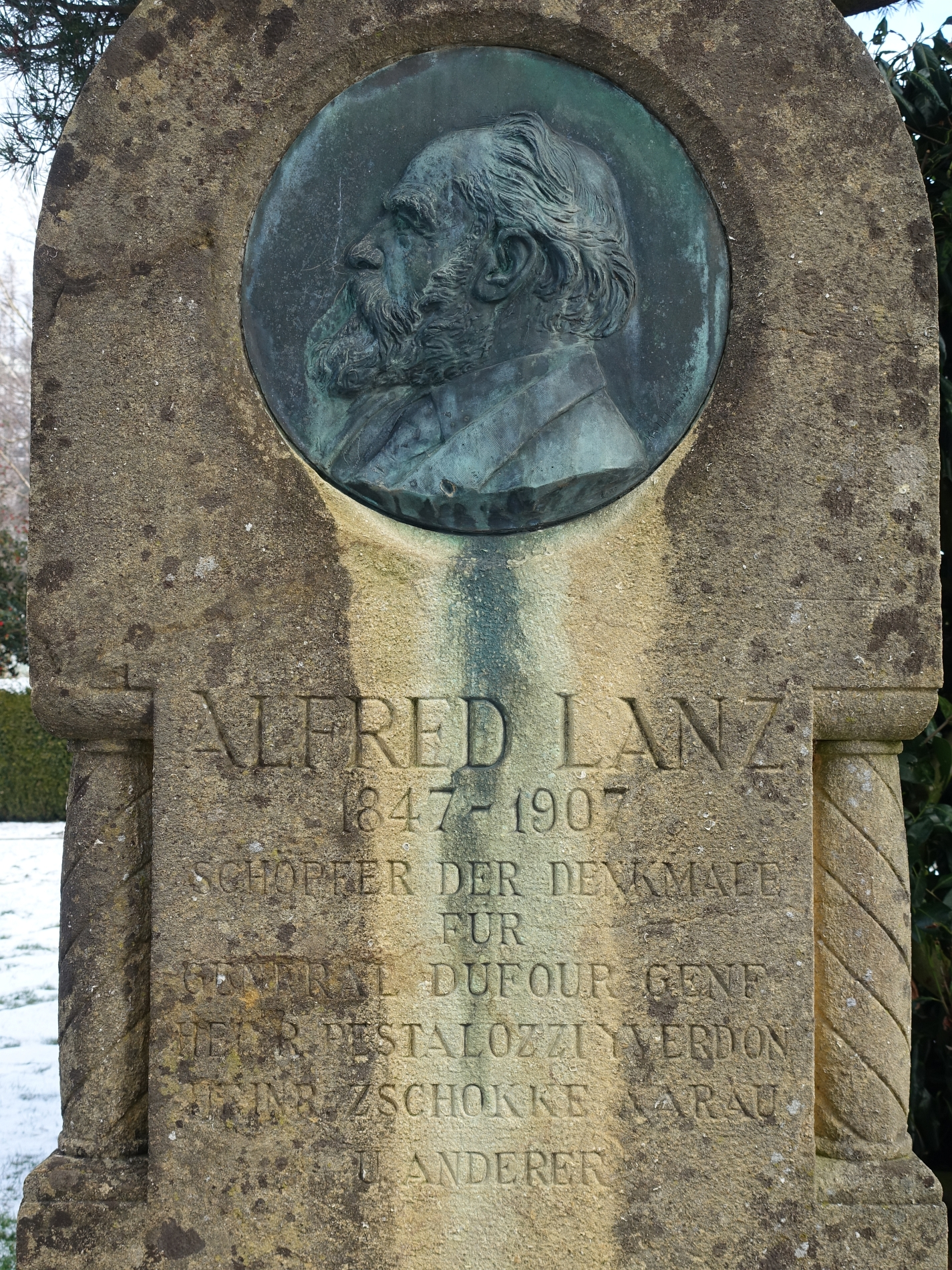
Karl Alfred Lanz. Porträtrelief von Karl Hänny in Rohrbach.

## Leben
Karl Alfred Lanz absolvierte die Graveurlehre bei J. Häuselmann in Biel und war dann ab 1871 als Werkstattleiter tätig. Er studierte im Jahre 1872 an der Akademie der Schönen Künste in München und war Schüler des Bildhauers Max von Widmann. Von 1875 bis 1877 war er an der École des Beaux-Arts in Paris und besuchte eine Lehre in Jules-Pierre Caveliers Atelier. Diese Ausbildungen wurden ihm durch ein Stipendium ermöglicht.
Er konnte im Jahre 1884 das Denkmal für Guillaume-Henri Dufour in Genf errichten und erhielt nach diesem Erfolg weitere Aufträge, unter anderen das Pestalozzi-Denkmal in Yverdon-les-Bains im Jahre 1890 (wofür er auch die Goldmedaille an der Weltausstellung 1889 in Paris erhielt), das Isaak-Iselin-Denkmal in Basel im Jahre 1891 und das Heinrich-Zschokke-Denkmal in Aarau im Jahre 1894. Lanz lebte in Paris und war einer der erfolgreichsten Bildhauer der Schweiz in seiner Zeit. Er schuf Büsten von diversen politischen Persönlichkeiten, darunter Emil Welti und Niklaus Leuenberger. Weiter fertigte er ebenso Bauplastiken für das Kunstmuseum Bern sowie für das Bundeshaus an.
Von Lanz stammte auch das Denkmal für die Opfer eines Schiffsunglücks auf dem Bielersee: Die Neptun sank im Sommer 1880 während eines Gewitters mit 17 Menschen an Bord, von denen 15 dabei ums Leben kamen. Ein Teil des Obelisken ist als Brunnenstock des  Brunnens bei der Wildermethmatte in Biel erhalten geblieben. Ursprünglich hatte das Denkmal seinen Platz auf dem alten Friedhof in den Tanzmatten.
In Rohrbach wurde für Karl Alfred Lanz eine Gedenkstätte erstellt. Das Porträtrelief schuf Karl Hänny.